# 不治之症医院 (那不勒斯)
40°51′14″N 14°15′17″E / 40.854000°N 14.254845°E

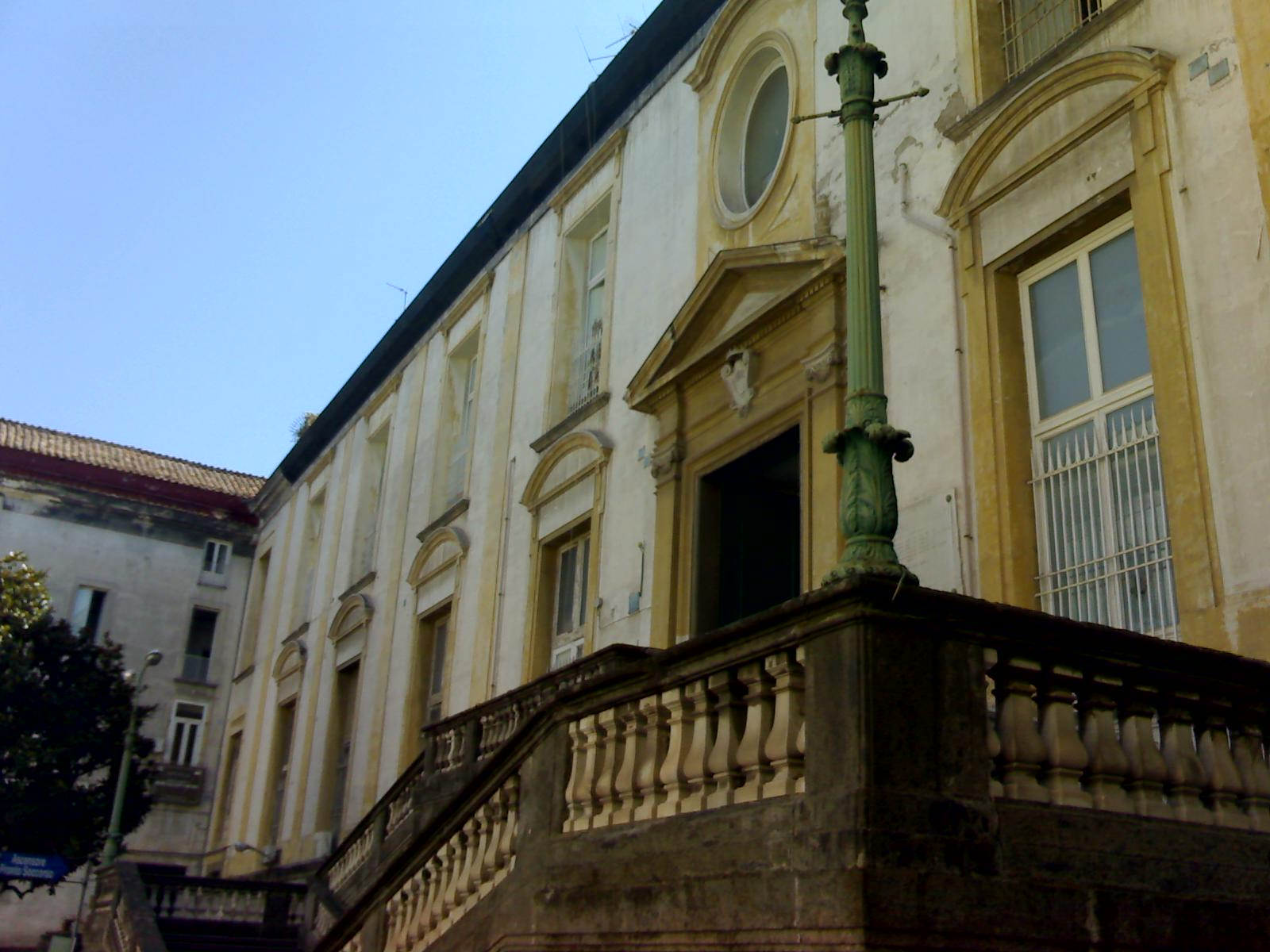
从内部庭院看医院的立面

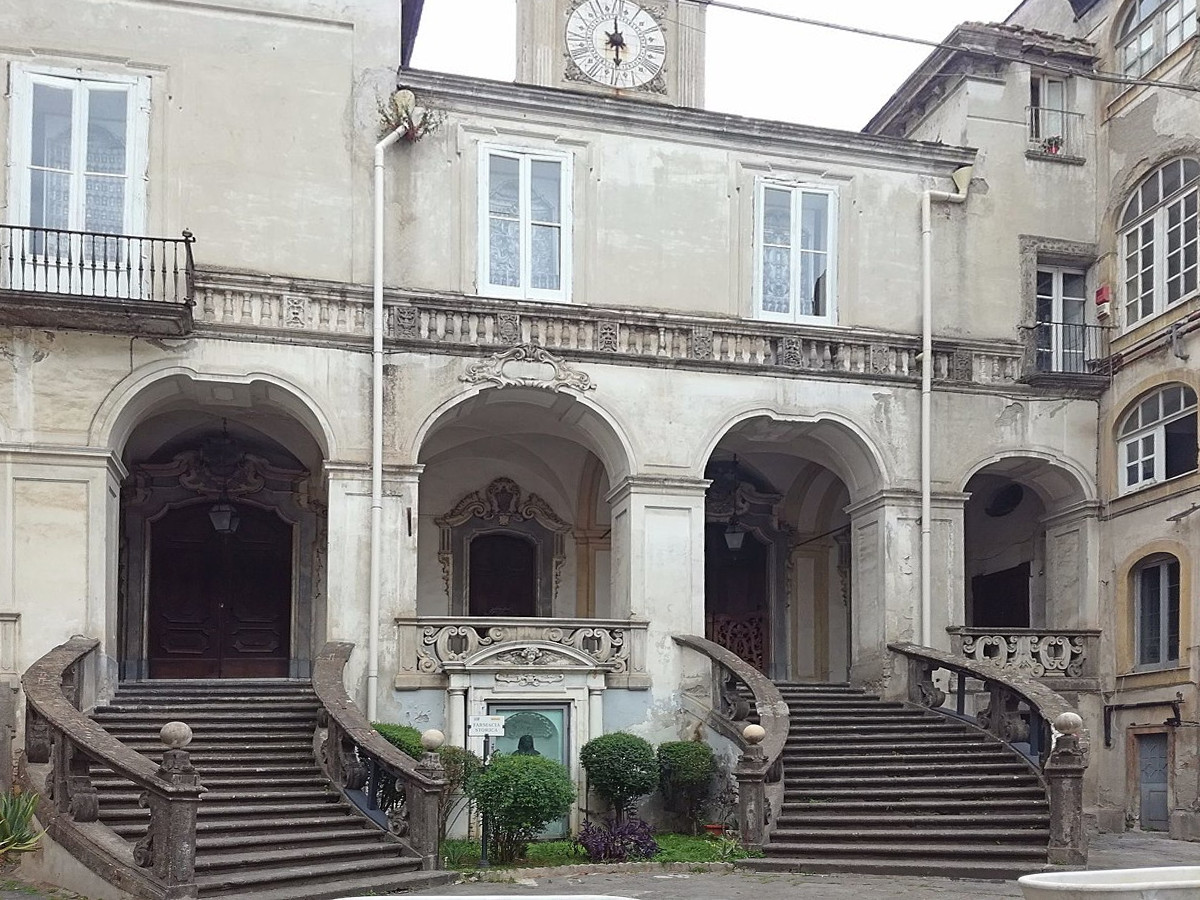
药房和人民圣母堂

不治之症医院（Complesso degli Incurabili）是意大利那不勒斯一个古老而著名的医院建筑群，位于市中心的 Via Maria Longo 街。建筑群的一部分，包括著名的药房，现在是那不勒斯的健康艺术博物馆（Museo delle arti sanitarie）。

## 历史
建筑群最初为文艺复兴建筑风格，包括人民圣母堂（Santa Maria del Popolo）、白衣圣母堂（Santa Maria Succurre Miseris dei Bianchi）以及不治之症人民圣母医院（ospedale of Santa Maria del Popolo degli Incurabili）。随着时间的推移，它也融入了相邻的S. Maria delle Grazie Maggiore a Caponapoli教堂和修道院。该医院由玛丽亚·洛伦扎·隆戈于1521年创立，当时她因疾病而瘫痪。

## 药房

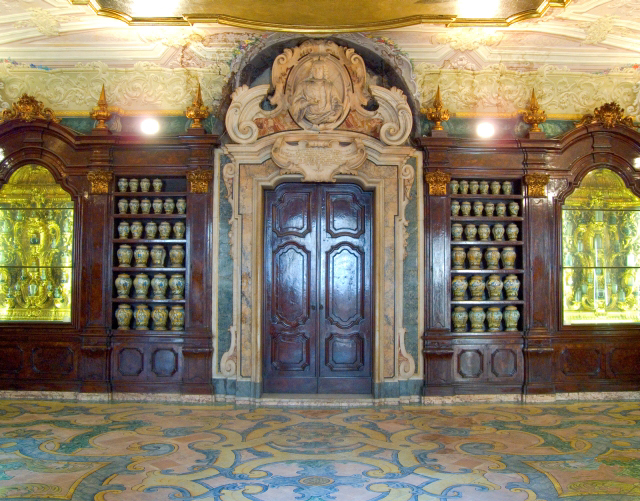
内部

## 白衣圣母堂

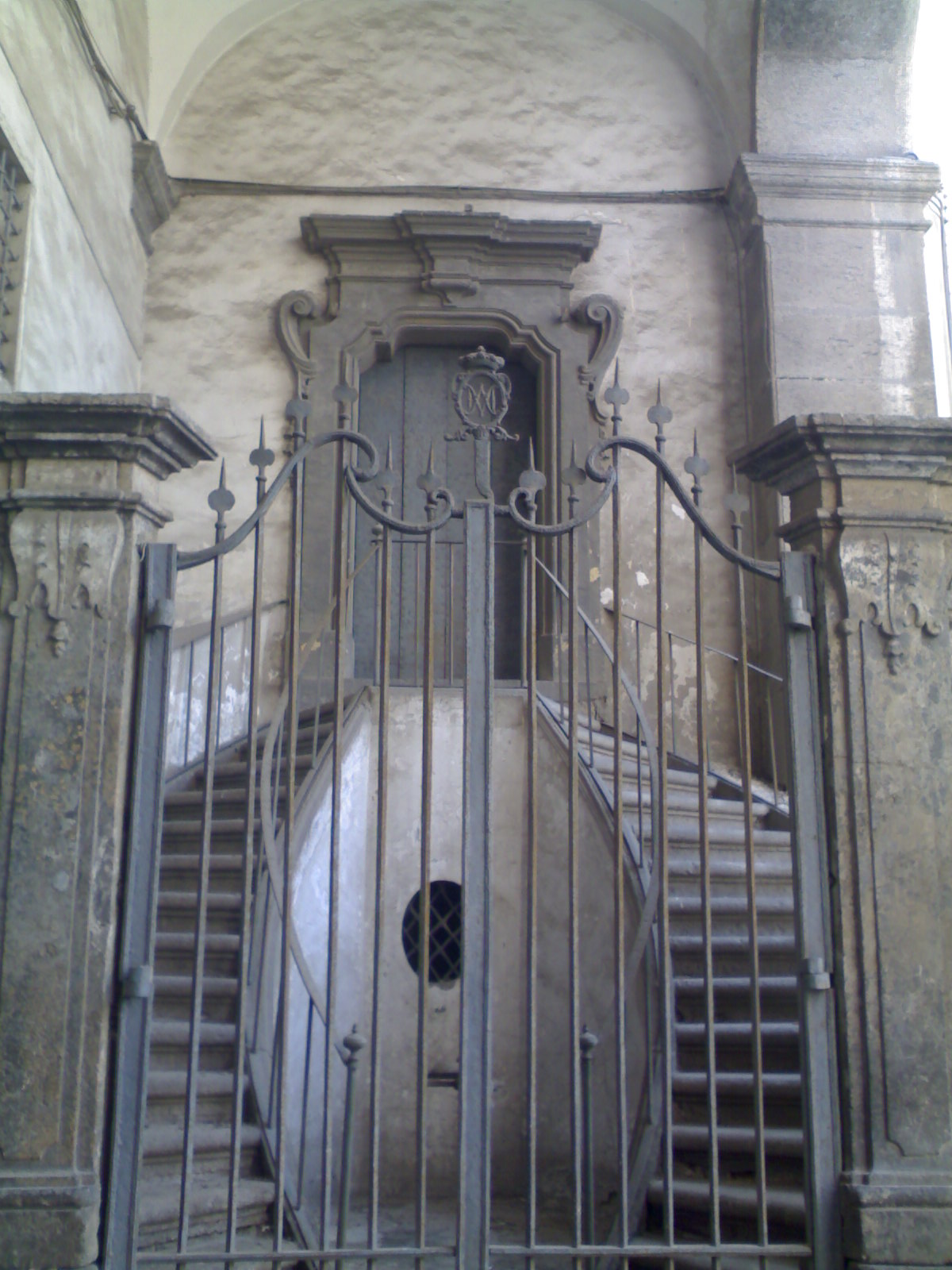
白衣圣母堂